# Bloomfield Hills
Pour les articles homonymes, voir Bloomfield.
Bloomfield Hills est une cité située dans l’État américain du Michigan. Elle est une banlieue de Détroit, dans le comté d'Oakland. Selon le recensement de 2000, sa population est de 3 940 habitants.
Bloomfield Hills est la cité la plus riche des États-Unis en dehors de la Californie et la Floride (et la quatrième du pays). Elle abrite la Cranbrook Community, qui comprend une école générale, une académie d'art, un musée d'art, un institut de la science, une maison historique, et une église (Christ Church Cranbrook) de style gothique.
George W. Romney et Aretha Franklin y sont décédés, Mitt et Ann Romney y sont nés.